# Норт, Дуглас
Дуглас Сесил Норт (англ. Douglass Cecil North; 5 ноября 1920, Кембридж, Массачусетс — 23 ноября 2015) — американский экономист.
Лауреат премии по экономике памяти Альфреда Нобеля 1993 года, совместно с Робертом Фогелем «за возрождение исследований в области экономической истории, благодаря приложению к ним экономической теории и количественных методов, позволяющих объяснять экономические и институциональные изменения».

## Биография
В 1942 году получил степень бакалавра в Калифорнийском университете в Беркли, там же в 1952 году получил степень доктора. Во время Второй мировой войны в связи с отказом от военной службы по своим убеждениям служил в торговом флоте. Последний год войны изучал навигацию в офицерской школе в Аламиде.
Преподавал в университете штата Вашингтон (Сиэтл) и в Вашингтонском университете (Сент-Луис).
Лауреат премии Джона Коммонса (1991) и премии Адама Смита по двум версиям (1994 и 1996). Почётный президент Европейской ассоциации эволюционной политической экономии.
Был женат, прожил с супругой 43 года, имел троих сыновей и четверо внуков.

## Научный вклад
Известен своими работами в области новой институциональной экономики и экономической истории. Изучал важность различных институтов в историческом разрезе, рассматривал экономическое развитие стран Европы и США в контексте промышленной революции. Один из основоположников клиометрики. Особое внимание учёный уделял правам собственности. Норт отмечает в истории 2 экономические революции: первая связана с оформлением права собственности на землю; вторая — с появлением авторского права.

## Цитаты
Если наиболее высокую норму прибыли в обществе имеет пиратство, то организации в этом обществе будут инвестировать в знания и умения, которые сделают из них лучших пиратов.— 

## Сочинения

### Книги
- «Подъём западного мира» (The Rise of Western World, 1973; совместно с Р. Томасом)
- Норт Д. К. Институты, институциональные изменения и функционирование экономики = Institutions, Institutional Change and Economic Performance (1990) — М.: Фонд экономической книги «Начала», 1997. — 180 с. — ISBN 5-88581-006-0.
- Норт Д. К. Понимание процесса экономических изменений = Understanding the Process of Economic Change (2005) / Пер. с англ.: К. К. Мартынов, Н. В. Эдельман; науч. ред.: А. В. Смирнов. — М.: Издательский дом ГУ-ВШЭ, 2010. — ISBN 978-5-7598-0754-4.
- Норт Д. К., Уоллис Дж., Вайнгаст Б. Насилие и социальные порядки. Концептуальные рамки для интерпретации письменной истории человечества = Violence and Social Orders: A Conceptual Framework for Interpreting Recorded Human History (2009) — М.: Издательство Института Гайдара, 2011. — 480 с. — ISBN 978-5-93255-303-9.

### Статьи
- Норт Д. К. Институты и экономический рост: историческое введение = Institutions and economic growth: An historical introduction (1989) // THESIS, 1993, т. 1, вып. 2. С. 69—91.
- Норт Д. К. Институты, идеология и эффективность экономики // От плана к рынку: будущее посткоммунистических республик. — М.: Catallaxy, 1993. С. 307—319.
- Норт Д. К. Институциональные изменения: рамки анализа // Вопросы экономики, 1997. № 3. С. 6—17.
- Возвышение западного мира // Вестник Санкт-Петербургского университета. Сер. 5, Экономика. — СПб., 2007. — Вып. 4.